# Fölskär
Fölskär är en ö i Åland (Finland). Den ligger i Skärgårdshavet och i kommunen Kökar i landskapet Åland, i den sydvästra delen av landet. Ön ligger omkring 64 kilometer sydöst om Mariehamn och omkring 230 kilometer väster om Helsingfors.
Öns area är 4,7 hektar och dess största längd är 340 meter i sydväst-nordöstlig riktning.